# کارگاه هنرهای سنتی
کارگاه هنرهای سنتی مربوط به دوره قاجار است و در کاشان، خیابان ملا فتح ا، جنب باروی قدیمی واقع شده و این اثر در تاریخ ۱۰ خرداد ۱۳۸۲ با شمارهٔ ثبت ۹۰۳۷ به‌عنوان یکی از آثار ملی ایران به ثبت رسیده است.